# Психотизм
Психотизм — одна из трёх личностных черт, используемых психологом Гансом Айзенком в его психотизм-экстраверсия-невротизм модели психологии личности.
Большая выраженность этого признака, по мнению Айзенка, связана с повышенной предрасположенностью к психозу, подобно шизофрении. Он также считает, что наличие кровных родственников с психотизмом будет способствовать психотизму, предполагая тем самым генетическую предрасположенность к последнему.

## Критика
Критики этой черты поясняют, что она слишком разнородная, чтобы принимать её лишь за один признак. Например, в сравнительном исследовании Дональда Джонсона (доклад в 1994 году на международной конференции APT) было показано, что психотизм коррелирует с чертами Большой пятёрки добросовестностью и доброжелательностью, которые в свою очередь коррелируют, соответственно, с суждением-восприятием и мышлением-чувством по шкале Майерса-Бриггса. Таким образом, Коста и Мак-Кро считают, что доброжелательность и добросовестность (которые оба представляют нижние уровни психотизма) должны быть выделены в модели личности. Айзенк утверждал, что в ней может быть корреляция между психотизмом и творчеством.

## Биологические основы психотизма
Полагают, психотизм связан с уровнем дофамина. Другие биологические взаимосвязи психотизма включают в себя пониженное самочувствие и низкий уровень моноаминоксидазы; бета-гидроксилаза, кортизол, норэпинефрина в спинномозговой жидкости также, считают, имеют отношение к психотизму.
Теоретические основы Айзенка для модели были заимствованы из теории «Einheitspsychosen» немецкого психиатра XIX века Генриха Ньюмана.